# Улица Чапаева (Владикавказ)
Улица Чапа́ева — улица во Владикавказа, Северная Осетия, Россия. Находится в Промышленном муниципальном округе между рекой Терек и железной дорогой. Начинается от реки Терек.
Улица Чапаева пересекается с улицами Суворовской и Серобабова.
От улицы Чапаева начинаются Иристонская, Гвардейская и Глинки. На улице Чапаева заканчиваются переулок Пугачёва, Зортова, Камалова, Герасимова, Беслановская, Августовских событий, Интернациональная, Маркова и Заводская.
Улица названа именем героя Гражданской войны Василия Чапаева.
Улица образовалась в конце XIX столетия. Обозначена в списке улиц города Владикавказа от 1892 года как Северо-Степная улица. Упоминается под этим же названием в Перечне улиц, площадей и переулков от 1911 и 1925 годов.
В 1943 году улица обозначена на плане города Орджоникидзе как улица Чапаева.
Объекты
- д. 21 — Здание, где в октябре 1941 г. — мае 1942 г. была сформирована 4-я воздушная бригада. Памятник истории культурного наследия России (№ 1530420000)